# Tiszaeszlár
Tiszaeszlár là một thị trấn thuộc hạt Szabolcs-Szatmár-Bereg, Hungary. Thị trấn này có diện tích 54,6 km², dân số năm 2010 là 2637 người, mật độ 48 người/km².